# Sieve Group
A Sieve é uma empresa de pricing que cria ferramentas de monitoramento e inteligência de preços para e-commerce. Criando ferramentas para monitorar o posicionamento perante o mercado com crawlers, e oferece insights que melhora a rentabilidade e a competitividade nos canais de venda.

## História
A Sieve foi fundada em 2010 por Felipe Salvini, iniciando o segmento de inteligência de preços e monitoramento de dados para o e-commerce brasileiro e sendo pioneira no assunto.
Em 2011 foi investida pelo ArpexCapital utilizado para lançar o primeiro produto, conquistar os primeiros clientes e buscar o modelo de negócios escalável. 

Em 2014 ganha o premio Prêmio Empreendedor de Sucesso 2014, na categoria Negócio de Alto Impacto – Serviços.

Em abril de 2015 adquire a startup InfoPrice que trabalha com pricing para o varejo fisico, completando o e-commerce da Sieve.

Em junho de 2015 a Sieve é comprada pela 8M Participações, controlada da B2W Digital, por R$ 88,6 milhões.